# زمین‌لرزه ۱۳۹۶ ملارد
زمین‌لرزه ۱۳۹۶ ملارد با شدت ۵٫۲ در مقیاس ریشتر ساعت ۲۳و ۲۷ دقیقه و ۳۷ ثانیه چهارشنبه شب، ۲۹ آذر به وقت تهران رخ داد و استان‌ها تهران و البرز را لرزاند. همچنین این زلزله در استان‌های قم، قزوین، مرکزی و گیلان نیز احساس شده است. مرکز این زمین لرزه در شهر ملارد، مرز استان تهران و البرز، در ۳ کیلومتری ملارد در استان تهران، ۷ کیلومتری مشکین‌دشت در استان البرز و ۱۰ کیلومتری شهریار در استان تهران بوده است و عمق آن ۱۵ کیلومتری زمین گزارش شده است.
در سال ۱۴۰۲ در تاریخ ۱۵ اردیبهشت زمین لرزهای به بزرگی ۳٫۹ ریشتر ملارد را لرزاند.
در سال ۱۴۰۲ ار تاریخ۲۸ اردیبهشت نیز زلزله ای رخ داد
جالب است که بدانید در آن روز ماه‌گرفتگی در ساعت شش و چهل و چهار دقیقه و یازده ثانیه این پدیده زیبا که تا ۲۰ سال آینده روی نخواهد داد به پدید آمد

## کانون زلزله
این زمین لرزه در ساعت ۲۳:۲۷ به وقت تهران رخ داد. رئیس مرکز لرزه‌نگاری ایران گفت که زمین لرزه ۵٫۲ ریشتری چهارشنبه شب، ۲۹ آذر استان‌ها تهران و البرز را لرزاند. او مرکز زمین لرزه را منطقه‌ای میان ملارد و مشکین دشت در مرز میان دو استان تهران و البرز عنوان کرد.
این زمین لرزه در طول ۵۰٬۹۶ و عرض ۳۵٬۶۹ به وقوع پیوسته است.
مرکز لرزه‌نگاری دانشگاه تهران، کانون این زمین لرزه را در حوالی ملارد (استان تهران) با عمق ۱۵ کیلومتری سطح زمین ارزیابی کرد.
رئیس سازمان امداد و نجات هلال احمر نیز گفت که کانون زلزله در نزدیکی ملارد بوده است.
رئیس سازمان مدیریت بحران ایران گفت، زمین لرزه در مرز میان دو استان تهران و البرز رخ داده و فاصله‌اش با شهر تهران ۳۹ کیلومتر و با شهر کرج ۲۰ کیلومتر بوده است.

## پس‌لرزه‌ها
مرکز لرزه‌نگاری ایران گزارش کرد که تا ساعت ۶ و نیم شب به وقت محلی، ده پس‌لرزهٔ کوچکتر، با بزرگای بین ۱ و ۳، در استان‌های تهران، البرز و قم رخ داده است.
تا ۳ دی‌ماه ۲۰ پس‌لرزه ثبت شد، و تا ۵ دی ۱۳۹۶ ساعت ۳:۵۷ صبح به وقت تهران لرزه‌ای ۱٫۶ ریشتری ثبت شد. بعدازظهر همان روز ساعت ۱۴:۰۱ لرزه‌ای ۱٫۶ ریشتری در دماوند ثبت شد.
یک هفته پس از زلزلهٔ اول، ساعت ۰۰:۵۵ چهارشنبه ۶ دی ۱۳۹۶، زمین‌لرزه‌ای ۴٫۲ ریشتری بار دیگر ناحیهٔ ملارد و مشکین‌دشت (مشکین‌آباد) و تهران را لرزاند که یک کشته و ۷۵ زخمی داشت.
در تاریخ ۱۴۰۲/۲/۱۵ و در ساعت ۱۰:۲۸ دقیقه به وقت ایران زمین لرزه ای به بزرگی ۳٫۹ ریشتر در عمق ۸ کیلومتری از سطح زمین به وقوع پیوست. این زمین لرزه در شهرهای کرج، ملارد، مشکین دشت، شهریار، رباط کریم، اشتهارد، هشتگرد، و در غرب تهران نیز احساس گردید.

## مشخصات
- تاریخ (به وقت محلی): ۱۳۹۶/۰۹/۲۹
- ساعت (به وقت محلی): ۲۳:۲۷:۳۷
- شدت: ۵٫۲ ریشتر
- طول جغرافیایی: ۵۰٫۹۶۰
- عرض جغرافیایی: ۳۵٫۶۹۰
- عمق زمین‌لرزه: ۱۵ کیلومتری
- نزدیکترین شهرها:
  - کمتر از ۱ کیلومتری شهرک مارلیک (استان تهران)
  - کمتر از ۲ کیلومتری فردیس (استان البرز)
  - کمتر از ۲ کیلومتری شهر جدید اندیشه (استان تهران)
  - کمتر از ۱ کیلومتری شهرقدس (استان تهران)
  - ۳ کیلومتری ملارد (استان تهران)
  - ۱۰ کیلومتری شهریار (استان تهران)
  - ۷ کیلومتری مشکین دشت (استان البرز)
- نزدیکترین مراکز استان:
  - ۲۰ کیلومتری کرج
  - ۳۹ کیلومتری تهران[۲]

## تناقض اطلاعات
در ابتدا سازمان زمین‌شناسی آمریکا USGS با توجه به اطلاعات اولیه و محلی از ایران شدت زمین‌لرزه را ۵٫۲ ریشتر اعلام کرد اما با گذشت زمان و تحلیل و بررسی بیشتر اطلاعات مستقل خود را که متفاوت از اطلاعات مرکز لرزه‌نگاری ایران است را در سایت خود قرار داد:
- تاریخ: ۲۰۱۷/۱۲/۲۰ برابر با ۱۳۹۶/۰۹/۲۹
- ساعت (ساعت جهانی): ۱۹:۵۷:۳۸ برابر با ۲۳:۲۷:۳۸ به وقت ایران
- شدت: ۴٫۹ ریشتر
- طول جغرافیایی: ۵۰٫۹۶۲
- عرض جغرافیایی: ۳۵٫۶۴۹
- عمق زمین‌لرزه: ۱۰ کیلومتری[۱۰][۱۱]

همچنین تعدادی از خبرگزاری‌ها طبق اطلاعات دریافتی اولیه عمق زمین‌لرزه را در ۷ کیلومتری زمین اعلام کردند.

## تلفات و خسارات
به گزارش ایلنا زمین لرزه اولیه ۲ کشته شامل یک کودک ۷ ساله (نیازمند بررسی دلیل) و یک زن باردار بود و ۱۱۷ نفر نیز مصدوم شدند. ایلنا در شرح گزارش خود کشته شدن یک خانم ۷۰ ساله را نیز مطرح می‌کند که در مجموع ۴ کشته که دلیل مرگ کودک ۷ ساله نامعلوم بوده است. زلزله دوم ۱ کشته و ۷۵ زخمی داشت.

## پیامدها
در پی وقوع زلزله ۵٫۲ ریشتری شبانه در ملارد مردم تهران و کرج از خانه‌های خود خارج شده و به خیابان‌ها آمدند. در روزهای قبل از زلزله به دلیل آلودگی شدید هوای تهران مدارس تعطیل و طرح زوج و فرد از درب منازل صورت گرفت. اما به دلیل زلزله و ترس مردم از وقوع دوباره آن مردم با خودروهای خود به خیابان‌ها آمده و سعی در خروج از تهران و کرج را داشتند که این امر سبب وقوع ترافیک شدید در تهران و کرج شد. همچنین سخنگوی شرکت ملی پالایش و پخش فرآورده‌های نفتی ایران اعلام کرد به دلیل وقوع زلزله مردم با هجوم به خیابان‌ها توسط خودروهایشان از ساعت ۱۲ شب تا ۱۲ ظهر حدود ۱۵ میلیون لیتر بنزین مصرف کردند. و این امر سبب شدت بیشتر آلودگی هوای تهران بعد از زمین‌لرزه شد.
در پی وقوع زلزله جدا از اینکه تمام بیمارستان‌ها و مراکز بهداشتی و درمانی در آماده‌باش بودند، امیر سرتیپ دکتر شهنام بابلی، رئیس اداره بهداشت و درمان نیروی زمینی ارتش اعلام کرد: تمامی بیمارستان‌های ارتش، گردان بهداشت و درمان و کادر پزشکی ارتش در آماده‌باش کامل قرار دارند.
این زلزله موجب اختلال در شبکه تلفن همراه در چند منطقه شده است.
مرتضی سلیمی رئیس سازمان امداد و نجات اعلام کرد به دلیل وقوع زلزله کوه در جاده چالوس ریزش کرد و یک خودرو در زیر آوار ماند که تیم رهاسازی به منطقه اعزام شدند. همچنین وی خاطرنشان کرد برخی دیوارها در ۲ روستا آسیب دیده‌اند که منازل غیرمسکونی بوده‌اند و در کل خسارات و آسیب‌ها بسیار محدود بوده است و مردم باید آرامش خود را حفظ کنند.

## حاشیه‌ها
برخی که به دلیل آلودگی هوا از قبل برای مسافرت برنامه‌ریزی کرده بودند شبانه و بدون خوابیدن به راه افتادند که علاوه بر افزایش احتمال حوادث جاده‌ای موجب تأخیر در خدمات‌رسانی مسئولان اورژانس یا آتش‌نشانی نیز می‌شوند.

### شایعات و سواستفاده‌های سیاسی
در بین مردم و در فضای مجازی شایعه شد که زلزله‌های اخیر در ایران مرتبط با آزمایش‌ها و فعالیت‌های هارپ است همچنین برعکس برخی زلزله تهران را به آزمایش‌های هسته‌ای سپاه داخل ایران مرتبط دانستند. آنها دیده شدن اشیا نورانی در آسمان ایران و شنیده شدن صداهای عجیب از آسمان و زمین که در سال‌های اخیر گزارش‌هایی در این باره در ایران منتشر شده را به عنوان مستندات خود مطرح می‌کنند.

### ارتباط با افزایش زمین‌لرزه‌ها در تمام کرهٔ زمین
زلزله‌های سال اخیر در صفحه ایران و صفحه عربستان را اکثر کشورهای خاورمیانه تجربه می‌کنند. از جمله زمین‌لرزه ۷٫۳ ریشتری، ۲۱ آبان ۱۳۹۶ در سرپل ذهاب کرمانشاه، یا زمین‌لرزه ۴٫۹ ریشتری در کاراکنجا تاجیکستان در ۷ دی ۱۳۹۶، و همین‌طور فهرست بلند و بالایی (همواره در حال به روز رسانی) از زمین‌لرزه‌های بزرگ‌تر از ۴ و۵ و ۶ ریشتر در قرقیزستان، پاکستان، هند، ترکیه، افغانستان (به‌طور ویژه افغانستان) و غیره و در کل منطقه خاورمیانه، آسیای میانه و جنوبی (نزدیک خط استوا) و حتی اروپا ثبت شده‌اند، از جمله زلزله‌های متعدد از ۷ ماه پیش تا ۳ ماه پیش در یونان که برخی تا ۶٫۳ ریشتر قدرت داشتند.
در دی ۱۳۸۷ از مجموع ۷۵۰ لرزش (کل کشور) آن ماه پنج زمین‌لرزه بزرگ‌تر از چهار ریشتر توسط مرکز لرزه‌نگاری کشور دانشگاه تهران به ثبت رسید که بزرگترینشان ۴٫۵ حوالی فاریاب استان کرمان بود. اسفند همان سال از مجموع ۸۰۰ لرزش اسفند ماه ۹ لرزه بزرگ‌تر از ۴ ریشتر بود. اسفند ۱۳۹۵ آمار ۱۰۰۰ لرزه در کل کشور ثبت شد که در آن ماه ۱۲ زمین‌لرزه بزرگ‌تر از ۴ ریشتر بودند. فروردین ۱۳۹۶ گزارش ۲۰۵۰ زمین‌لرزه در سطح کشور به ثبت رسید که ۲۶ مورد از آنها فقط در فروردین بزرگ‌تر از ۴ ریشتر بودند.
به گزارش گاردین و انعکاس خبری تسنیم، انتخاب و بی‌بی‌سی فارسی، اواخر آبان ۱۳۹۶ دانشمندان این احتمال را مطرح کردند که کاهش سرعت چرخش زمین می‌تواند موجب افزایش زمین‌لرزه‌های ویرانگر در سال ۲۰۱۸ (پس از دی ۱۳۹۶) در مناطق گرمسیری نزدیک استوا (تراپیکال) به دلیل تخلیه انرژی زیر پوسته زمین شود. این نظریه یک ماه پیش از آن توسط راجر بیلهام (Roger Bilham) از دانشگاه کولورادو در نشست سالانه جامعه زمین‌شناسی آمریکا مطرح شده بود.

## جستارها وابسته
- توصیه‌های لازم هنگام وقوع زلزله و پیش از آن
- فهرست زمین‌لرزه‌ها ایران
- زمین‌لرزه احتمالی تهران